# Soon-Tek Oh
Soon-Tek Oh (Mokpo, 29 juni 1932 - Los Angeles, 4 april 2018) was een Koreaans-Amerikaanse acteur. Hij is vooral bekend door de stem van Fa Zhou in Disney's Mulan en het direct-to-video vervolg Mulan II en de sadistische kolonel Yin in Missing in Action 2: The Beginning. Hij speelde in veel films en speelde ook in televisieseries, waaronder Stargate SG-1, MacGyver, M*A*S*H, Charlie's Angels, Airwolf, Magnum, P.I., Hawaii Five-O, Kung Fu, Zorro, The Man with the Golden Gun en Touched by an Angel.

## Biografie
Soon-Tek Oh werd geboren op 29 juni 1932 in Mokpo in de periode dat Korea onder Japanse heerschappij stond. Hij ging naar de middelbare school in Gwangju en ging daarna naar de Yonsei Universiteit in Seoel. Na het einde van de Japanse bezetting in augustus 1945 en vóór het uitbreken van de Koreaanse oorlog in juni 1950, emigreerden hij en zijn gezin naar de Verenigde Staten, waar hij de Universiteit van Zuid-Californië bezocht. Later behaalde hij een MFA aan de UCLA.
Op Broadway verscheen hij in de originele cast van de musical Pacific Overtures van Stephen Sondheim. Hij was een vroeg lid van East West Players, een Aziatisch-Amerikaanse theatergroep die in 1965 werd opgericht. In 1995 richtte hij de Koreaans-Amerikaanse theatergroep Society of Heritage Performers op, die later uitgroeide tot het huidige Lodestone Theatre Ensemble. Vanaf 2005 was hij voorzitter van het Seoul Institute of the Arts. In 2008 ontving Soon-tek Oh de Lifetime Achievement Award van het San Diego Asian Film Festival.
Soon-Tek Oh stierf in Los Angeles op 4 april 2018, op 85-jarige leeftijd na een langdurige strijd tegen de ziekte van Alzheimer, volgens acteur Chil Kong.

## Selectieve filmografie

### Films
- 1966 Murderers' Row als Tempura, Japans geheim agent (niet op de aftiteling)
- 1967 Yongary, Monster From The Deep als Chinese agent (niet op de aftiteling)
- 1971 Earth II als Chinese diplomaat (niet op de aftiteling)
- 1971 One More Train to Rob als Yung
- 1974 The Man with the Golden Gun als luitenant Hip (als Soon-tiak Oh)
- 1978 Good Guys Wear Black als majoor Mhin Van Thieu, The Black Tigers
- 1980 The Final Countdown als Simura, piloot van de luchtdienst van de keizerlijke Japanse marine
- 1982 The Letter als Ong
- 1985 Bialy smok als Tai Ching
- 1985 Missing in Action 2: The Beginning als kolonel Yin
- 1985 Yuki Shimoda als zichzelf (geïnterviewd)
- 1987 Steele Justitie als generaal Bon-soong Kwan
- 1987 Biały smok als Tai-ching
- 1987 Death Wish 4: The Crackdown als rechercheur Phil Nozaki
- 1989 Soursweet  als "Red" Knuppel
- 1989 Collision Course als hoofdinspecteur Kitao
- 1993 A Home of Our Own als meneer Munimura
- 1994 Red Sun Rising als Yamata
- 1994 SFW als Milt Morris
- 1996 Street Corner Justitie als Kwong-chuck Lee
- 1997 Beverly Hills Ninja als Sensei
- 1998 Yellow als Woon Lee
- 1998 Mulan als Fa Zhou (stem)
- 2000 The President's Man als generaal Vinh Tran
- 2001 Roads and Bridges als vader (stem)
- 2001 Forgotten Valor als kolonel
- 2001 True Blue als "Tijger"
- 2002 The Visit als vader van Sujong
- 2002 SWAT als Sayonara
- 2004 Mulan II als Fa Zhou (stem)
- 2005 Last Mountain als Karus
- 2006 Gang-jeok als Jong-chae (laatste filmrol)

### Televisie
- 1967 The Invaders als huisjongen
- 1968-1979 Hawaii Five-O (8 afleveringen) als Robert Kwon / David Chung / Chaing / Tom Wong / Vic Tanaka / Lao / Lewis Shen / Wo Fat's Lab Technician
- 1974 Kung Fu als Chen Yi
- 1975-1982 M * A * S * H (5 afleveringen) als Joon - Sung / Ralph / Dr. Syn Paik / Korean Soldier / Mr. Kwang
- 1977 Logan's Run als Dexter Kim
- 1977 Baa Baa Black Sheep als luitenant Miragochi / kolonel Tokura
- 1979 How the West Was Won als Kee
- 1980 Diff'rent Strokes als meneer Kim
- 1981-1986 Magnum, P.I. (4 afleveringen) als generaal Nguyen Hue / Sato / Dr. Bill Su & Dr. Ling
- 1981 East of Eden als Lee
- 1982 Quincy, M.E. als kapitein Bob Nishimura
- 1983 Hart to Hart als Lang Chen-cheng
- 1983 Girls of the White Orchid als Hatanaka
- 1983 Marco Polo als Wang Zhu
- 1984 The Master als Lika
- 1984-1987 Airwolf (3 afleveringen) als Minh / Tommy Liu / Hiyashi
- 1985-1986 T.J. Hooker (2 afleveringen) als Ginsu Nabutsu / Nguyen Chi
- 1987 Sky Commanders als Kodiak (stem)
- 1988 MacGyver als Raymond Ling
- 1992 Highlander: The Series als Kiem Sun
- 1993 The Legend of Prince Valiant als Sing Lu (stem)
- 1994 Babylon 5 als The Muta-Do
- 1994-1995 Kung Fu: The Legend Continues (3 afleveringen) als Bon-bon Hai
- 1996 The Real Adventures of Jonny Quest als generaal Yala (stem)
- 1997 Leven met Louie als boeddhistische monnik (stem)
- 1997 Stargate SG-1 als Moughal
- 2000 King of the Hill als Monk (stem)